# Garagedays
Garagedays ist eine österreichische Hard-Rock-/Heavy-Metal-Band. Sie wurde 2005 in Rattenberg, Österreich von Marco Kern gegründet und hat bislang vier Studioalben veröffentlicht.

## Geschichte
2011 veröffentlichte Garagedays ihr Debütalbum Dark and Cold via Massacre Records. Daraufhin folgten 2014 Passion of Dirt sowie das von Flemming Rasmussen (Metallica) produzierte Album Here It Comes (2018).
Seit ihrem Debütalbum arbeitet die Band mit King-Diamond-Gitarrist Andy LaRocque zusammen.
Garagedays tourte unter anderem mit Master, Grave Digger, Jake E. Lee (Ozzy Osbourne), D-A-D und mit UDO (Dirkschneider/Accept).
Derzeit arbeitet Garagedays an einem weiteren Studioalbum, das Mitte 2020 bei dem Label El Puerto Records veröffentlicht werden soll und wieder von Flemming Rasmussen produziert wird.

## Stil
Garagedays wird von der Fachpresse eine große Bandbreite im Bereich Hard Rock / Heavy Metal zugesprochen.
So schreibt die Online-Ausgabe von Metal Hammer zum Album Here It Comes: „Auffällig ist der eigenwillige Stil, bestehend aus klassischem Heavy Metal, der mal Richtung Stoner, mal Richtung Thrash und mal Richtung Psychedelic Rock wankt. Die Stimme von Marco Kern liegt irgendwo zwischen Dirkschneider und Toto Bergmann von Living Death.“
Metal.de meint zum Album Dark and Cold: „Der Vierer hat es geschafft, die Essenz des heftigeren Power Metal mit herzhaft intoniertem Thrash Metal in Bay-Area-Manier zu kombinieren, und erweist sich dabei als überaus kompetent an den Instrumenten.“

## Diskografie
- 2011: Dark and Cold (Album)
- 2014: Passion of Dirt (Album)
- 2018: Here It Comes (Album)
- 2020: Something Black (Album)